# Сафронов, Пётр Сергеевич

Бюст (справа) на аллее героев в Елабуге

Пётр Сергеевич Сафронов (25.08.1925—11.11.1995) — Герой Советского Союза, стрелок 234-го гвардейского стрелкового полка 76-й гвардейской стрелковой дивизии 61-й армии Центрального фронта, гвардии ефрейтор.

## Биография
Пётр Сергеевич Сафронов родился в 1925 году в деревне Моркваши (ныне в составе Поспеловского сельского поселения) Елабужского района Татарской АССР. Окончил 8 классов школы и школу фабрично-заводского ученичества, после окончания которой работал слесарем на химическом заводе.
В январе 1943 года был призван в Красную Армию. С января на фронтах Великой Отечественной войны.
28 сентября 1943 года Сафронов в составе группы из 9 человек форсировал Днепр для захвата плацдарма и обеспечения переправы полка через реку. Высадка десанта осуществлялась в дождливую погоду, и противник заметил десантников только уже при подходе к берегу. Гитлеровцы открыли пулемётно-ружейный огонь, а также огонь из артиллерийского орудия, но десантники сумели высадиться на берег. Пулемётчики Болодурин и Масляков уничтожили расчёт орудия, а бойцы, ворвавшись в траншею, уничтожали солдат противника. Сафронов лично уничтожил более десятка солдат противника. Захваченное орудие было использовано против контратакующих солдат противника. Бой шёл в течение дня. Командир десанта Курманов и трое бойцов в этом бою погибли, но рубеж был удержан. На поле боя осталось около 150 солдат противника. Стойкость и мужество десантников дали возможность высадить на правом берегу остальные части полка.
Указом Президиума Верховного Совета СССР «О присвоении звания Героя Советского Союза генералам, офицерскому, сержантскому и рядовому составу Красной Армии» от 15 января 1944 года за «образцовое выполнение боевых заданий командования по форсированию реки Днепр и проявленные при этом мужество и героизм» удостоен звания Героя Советского Союза с вручением ордена Ленина и медали «Золотая Звезда».
Этим же Указом звания Героя Советского Союза были удостоены его соратники Иван Петрович Болодурин, Генрих Иосипович Гендреус, Алексей Васильевич Голоднов, Иван Александрович Заулин, Акан Курманов, Арсентий Васильевич Матюк, Василий Александрвич Русаков и Георгий Гаврилович Масляков.
После окончания войны Сафронов продолжал службу в армии. В 1948 году в звании лейтенанта был уволен в запас. Жил в посёлке Железнодорожный (ныне Емва Княжпогостского района Республики Коми.
С 1963 года Пётр Сафронов работал в местных органах МВД. Скончался в 1995 году.